# Sefanija (knjiga)
Sefanija je jedna od knjiga Biblije, dio Staroga zavjeta. Pripada u proročke knjige i to u skupinu 12 malih proroka (12 kraćih proročkih knjiga u Starome zavjetu). Biblijska kratica knjige je Sef. 
Sefanija (Sofonije) je 9. od 12 malih proroka. Njegovo ime znači: "Jahve (Bog) je zaštitio". On spominje četiri naraštaja svojih predaka i piše, da je: "sin Kušije, sin Gedalijina, sin Amarjina, sin Ezekije (Sef 1,1)."  Ezekija je bio kralj Kraljevstva Jude. Pisao je u vrijeme judejskog kralja Jošije (640. – 609. g. pr. Kr.) iz glavnog grada Jeruzalema. 
Knjiga se sastoji od 3 poglavlja. U prvom poglavlju, prorok Sefanija naviješta Dan Jahvin, kojeg i kasnije puno spominje u ovoj knjizi. Dan Jahvin je Mesijina vladavina koja započinje Njegovom pojavom i sudom nad narodima te obuhvaća buduće Tisućgodišnje kraljevstvo mira. Grješnici će biti kažnjeni: "Kaznit ću u taj dan sve koji preko praga poskakuju, koji Dom Gospodara svojega pune nasiljem i prijevarom (Sef 1,9)." Ljudi su pozvani na obraćenje, da budu zaštićeni na Dan Jahvin. Neprijatelji izraelskog naroda poput Filistejaca i Etiopljana, doživjet će kaznu, zbog oholosti: "jer su se uznosili i rugali narodu Jahve nad Vojskama (Sef 2,10)." Ostatku preživjelih iz izraelskog naroda (koji su preživjeli ratove i izgnanstva), Bog obećaje blagostanje. 
Knjiga ima sličnosti s nekim drugim proročkim knjigama iz Staroga zavjeta, pogotovo s Izaijom, Amosom, Joelom i Mihejem. 